# پیرئوس بانک

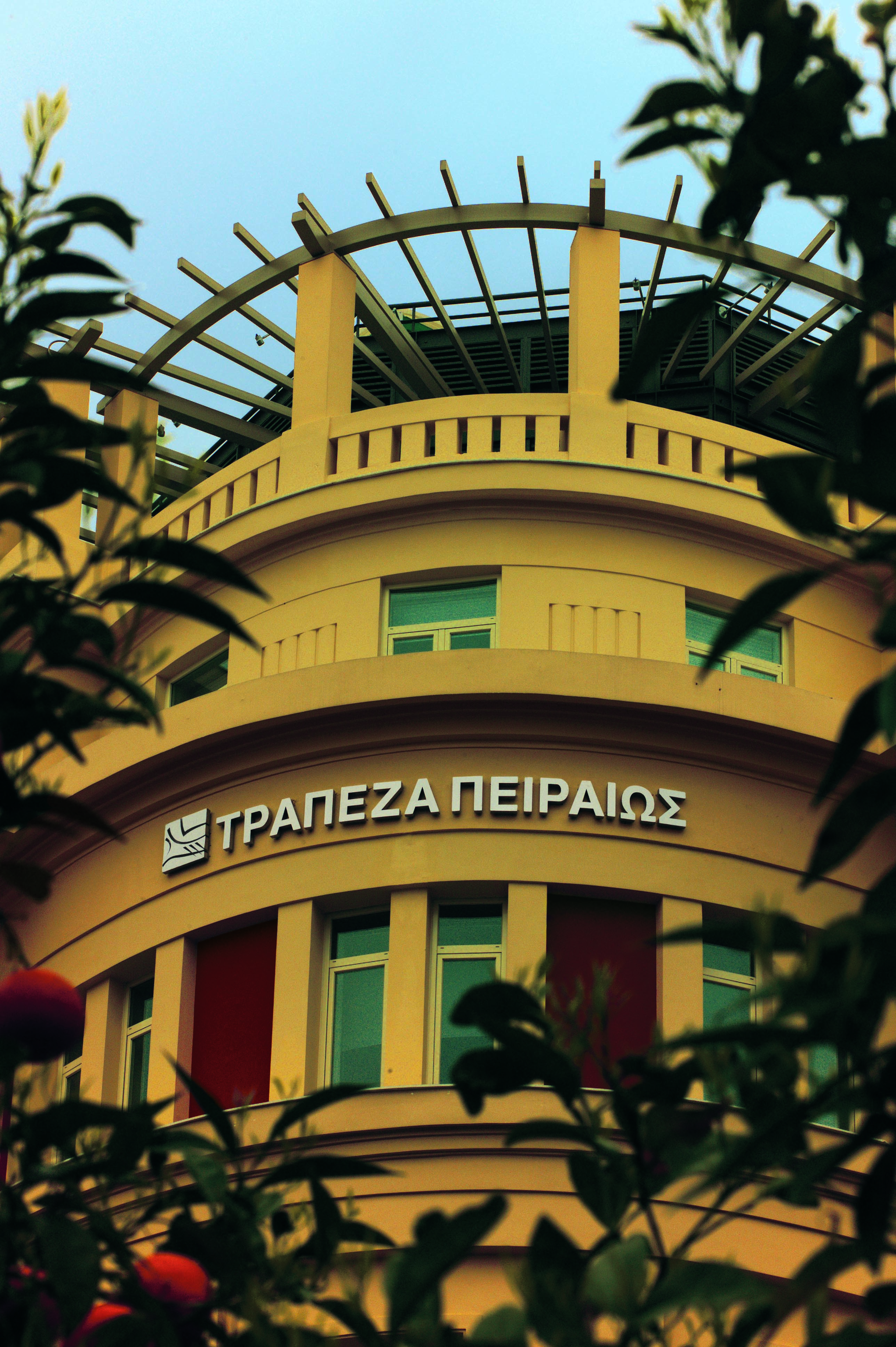
شعبه مرکزی پیره بانک در آتن

پیرئوس بانک (به انگلیسی: Piraeus Bank) شرکت خدمات مالی و بانکداری یونانی است، که به‌عنوان چهارمین بانک بزرگ در کشور یونان شناخته می‌شود.
پیرئوس بانک دارای ۷۸۸ شعبه در یونان و بریتانیا بوده و شمار کارکنان آن، بیش از ۱۵ هزار نفر می‌باشد. فعالیت‌های این بانک در حوزه بانکداری خرد، بانکداری سرمایه‌گذاری و بانکداری تجاری متمرکز است.
بانک پیرئوس در سال ۱۹۱۶ توسط چند سرمایه‌گذار که در صنعت کشتیرانی فعالیت می‌نمودند، در شهر پیره، استان آتیک یونان، تحت نام بانک دو پیره تأسیس شد.
در حال حاضر شعبه مرکزی این بانک در شهر آتن، یونان قرار دارد و شعبه بین‌المللی آن نیز در لندن، انگلستان مستقر می‌باشد. بخشی از سهام این بانک در بازار بورس آتن معامله می‌شود.